# پارک ملی کومو
پارک ملی کومو (انگلیسی: Comoé National Park) یک ذخیره‌گاه زیست‌بوم است که در بخش‌های زانزان و ساوانس در شمال‌غربی ساحل عاج واقع شده و جز میراث جهانی یونسکو به حساب می‌آید. این پارک با مساحت بالغ بر ۱۱۵۰۰ کیلومترمربع بزرگترین منطقه حفاظت شده در غرب آفریقا قلمداد می‌شود.